# Fokker 50
Die Fokker 50, kurz auch F50, ist ein Turboprop-Flugzeug mittlerer Größe des niederländischen Flugzeugbauers Fokker für Passagier- und Frachttransporte auf Kurzstrecken.
Sie wurde von 1987 bis 1996 produziert. In Deutschland wurde sie von Contact Air, DLT Deutsche Luftverkehrsgesellschaft und Lufthansa Cityline eingesetzt.
Der Prototyp der Fokker 50 mit dem Kennzeichen PH-OSI steht im Luftfahrtmuseum Aviodrome in Lelystad.

## Versionen

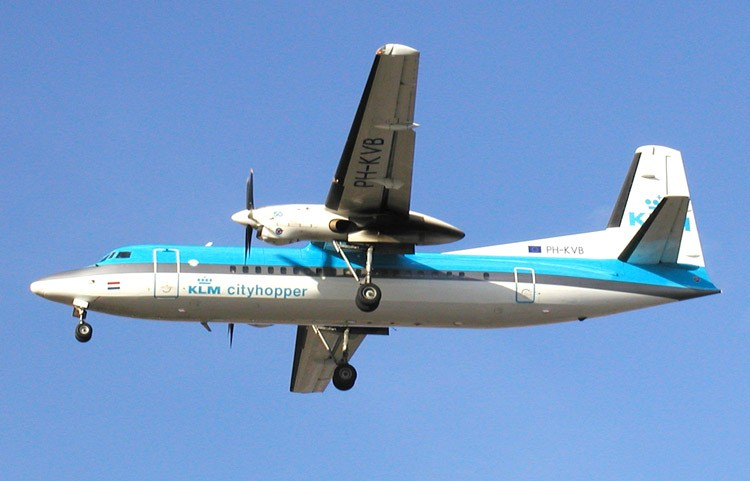
Fokker 50 der KLM

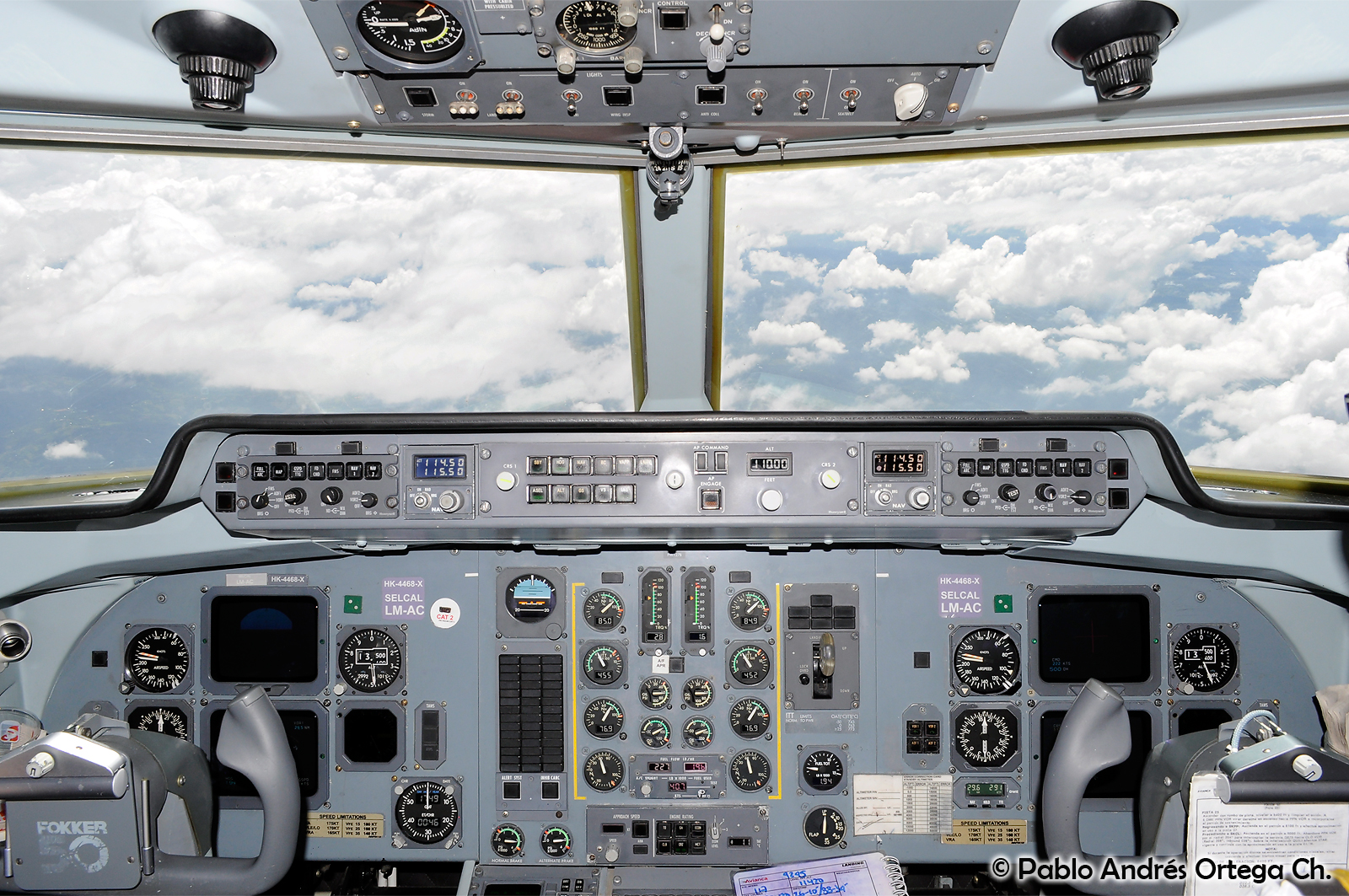
Cockpit einer Fokker 50

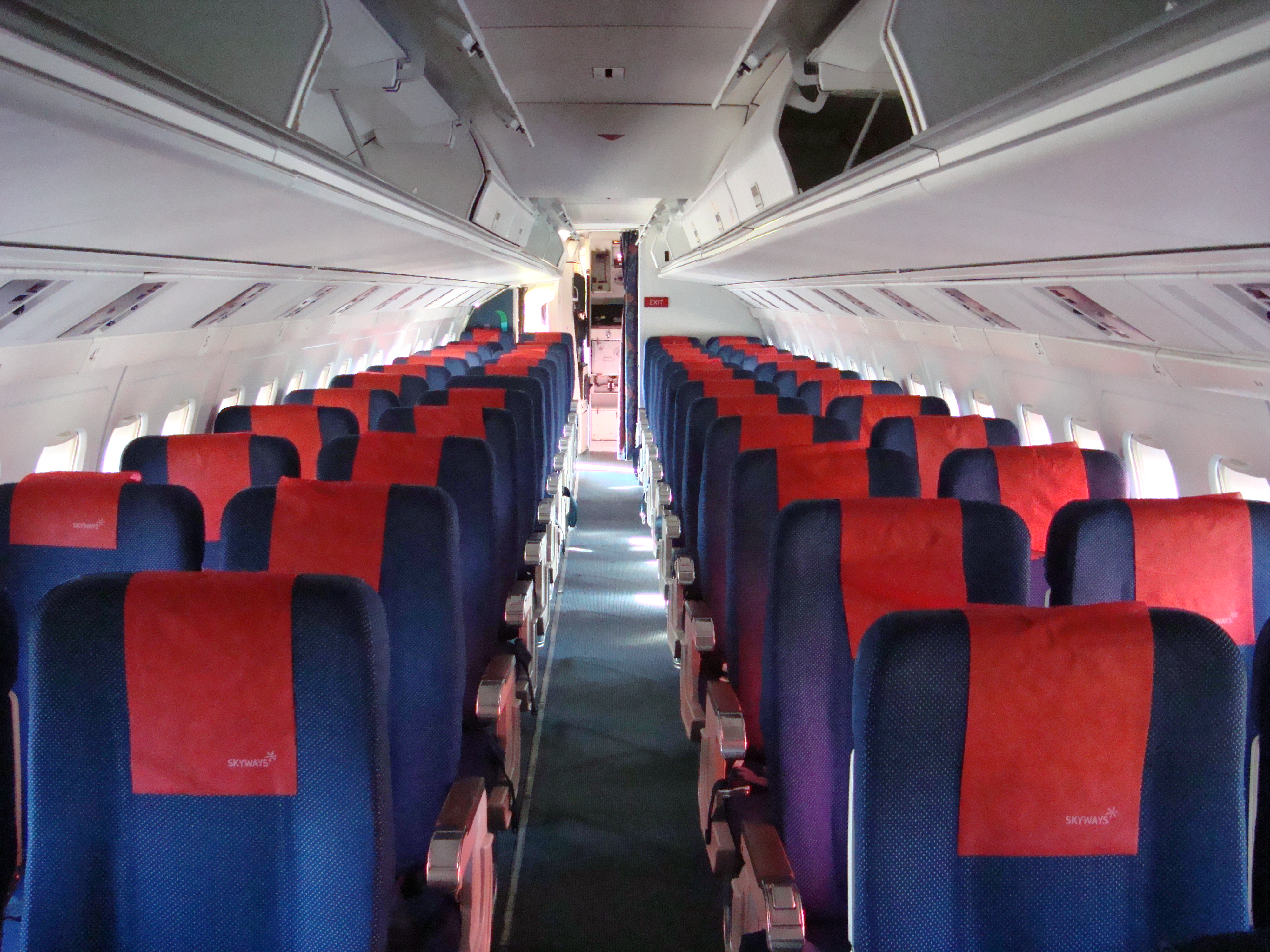
Passagierkabine einer Fokker 50

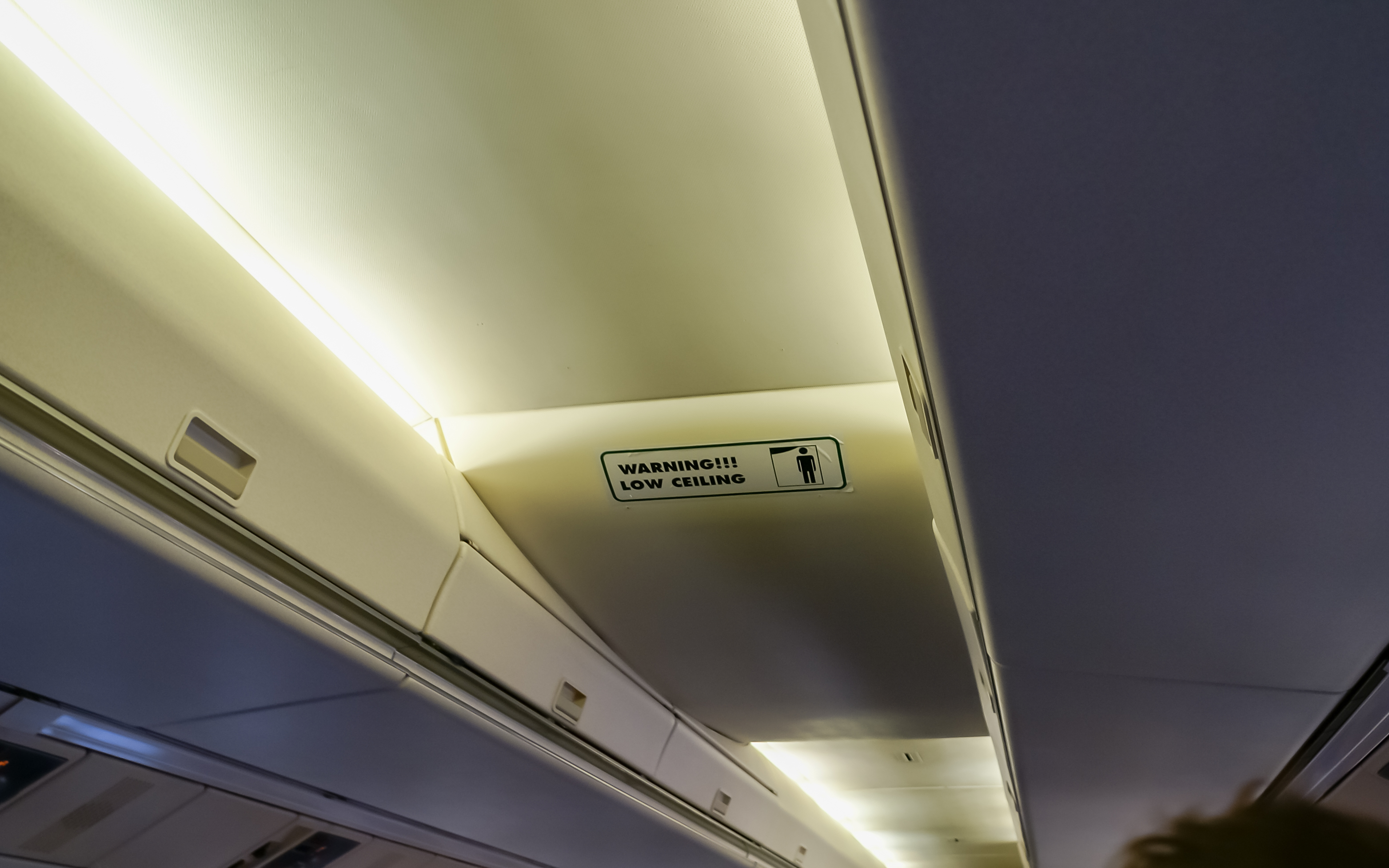
Unterzug des Schulterflügels in der Kabine

### Fokker 50
Die Fokker 50 ist der Nachfolger der Fokker F-27, von der jedoch nur wenige Teile übernommen wurden – die Fokker 50 ist größtenteils neu entwickelt worden. Ihren Jungfernflug absolvierte die Fokker 50 im Jahr 1985. Sie wird von zwei Turboprop-Triebwerken Pratt & Whitney-PW-125-B angetrieben. Je nachdem in welcher Konfiguration das Flugzeug ausgestattet wurde, finden bis zu 60 Personen in der Flugzeugkabine Platz.
Markantes Merkmal ist u. a. der ständig rußgeschwärzte Bereich am hinteren Teil der Triebwerke, der aufgrund der ungünstigen Lage der Abgasanlage ständig von Abgasen umströmt ist.

### Fokker 50 Freighter
Als Fokker 50 Freighter werden zu Frachtmaschinen umgebaute Fokker 50 bezeichnet. Zwei davon wurden im Januar 2008 von der italienischen Frachtfluggesellschaft MiniLiner in Dienst gestellt. Dazu wurden die Maschinen mit zwei großen Ladeluken ausgerüstet. Die Kapazität der Maschinen liegt bei 7,7 t Fracht und einem Ladevolumen von 60 m³. Die Reichweite wird mit 1.750 km bei einer Nutzlast von 6,5 t angegeben.

### Fokker 60
Die Fokker 60 ist eine um 1,62 m gestreckte, in der Struktur verstärkte und mit einer großen Ladeluke auf der rechten Seite (hinter dem Cockpit) ausgestattete militärische Variante der Fokker 50. Sie hatte am 2. November 1995 ihren Erstflug und war zusätzlich mit militärischem Equipment wie Türen für Fallschirmspringer, einer APU und ECM-/IR-Warnanlagen sowie Störkörperwerfern ausgestattet. Das Flugzeug wurde ab 1994 auf Wunsch der Koninklijke Luchtmacht entwickelt. Diese erhielt 1996 vier Maschinen dieses Typs, eine fünfte im Bau befindliche wurde durch die Insolvenz des Unternehmens nicht fertiggestellt. In zwei der Maschinen wurde 2005 ein APS-143-Suchradar für maritime Zwecke eingebaut. Seit 2010 sind alle vier gebauten Fokker 60 bei der Peruanischen Marine in Betrieb.

## Betreiber
Im Dezember 2012 waren noch 129 von 214 gebauten F50 im aktiven Dienst. Einige Fluggesellschaften, wie beispielsweise KLM, Ethiopian Airlines und Air Baltic, haben sie bereits ausgemustert.
Im August 2018 waren noch rund 140 Maschinen zugelassen. Die weltweit größten Betreiber waren Amapola Flyg mit 16, Skyward Express mit 12 sowie die Luftstreitkräfte Singapurs mit 9 Maschinen.
Im Oktober 2022 waren noch 50 Flugzeuge im aktiven Dienst, die meisten davon bei Amapola Flyg (11), Skyward Express (9) und Silverstone Air Services (8).

## Zwischenfälle
Vom Erstflug 1985 bis November 2024 kam es mit Fokker 50/60 zu mindestens 15 Totalschäden von Flugzeugen. Bei sieben davon kamen 111 Menschen ums Leben. Auszüge:
- Am 15. September 1995 stürzte eine Fokker 50 der Malaysia Airlines (Luftfahrzeugkennzeichen 9M-MGH) während eines misslungenen Durchstartmanövers am Flughafen Tawau (Borneo, Malaysia) in bewohntes Gebiet. Das Durchstarten war eingeleitet worden, weil die Maschine zuvor erst 500 Meter vor dem Landebahnende aufgesetzt worden war. Von den 53 Menschen an Bord starben 34 (siehe auch Malaysia-Airlines-Flug 2133).[6]

- Am 6. November 2002 stürzte eine Fokker 50 der Luxair (LX-LGB) in dichtem Nebel aus Berlin-Tempelhof kommend beim Anflug auf die Landebahn 24 kurz vor dem Flughafen Luxemburg auf ein Feld nahe Niederanven. Dabei kamen 20 Menschen, unter ihnen der luxemburgische Maler Michel Majerus, ums Leben. Lediglich der Kapitän und ein Passagier überlebten den Absturz schwerverletzt (siehe auch Luxair-Flug 9642).[7]

- Am 10. Februar 2004 verunglückte eine Fokker 50 der iranischen Kish Air (EP-LCA) beim Landeanflug auf den Flughafen Schardscha in den Vereinigten Arabischen Emiraten, wobei 43 der 46 Insassen starben (siehe auch Kish-Air-Flug 7170).[8]

- Am 4. März 2013 stürzte eine Fokker 50 der kongolesischen CAA – Compagnie Africaine d’Aviation (9Q-CBD) im Landeanflug bei schlechtem Wetter in Goma ab. Bei der Bruchlandung starben sieben Menschen; drei der zehn Insassen der aus Lodja kommenden Maschine überlebten den Absturz.[9]

- Am 2. Juli 2014 kollidierte eine Fokker 50 der Skyward International Aviation (5Y-CET) mit vier Personen an Bord unmittelbar nach dem Start in Nairobi mit einem Gebäude. Gemäß dem Flugschreiber halbierte sich die Drehzahl eines Motors und die Flugunfalluntersuchung ergab, dass die Fokker um 500 kg überladen war. Keine der vier Personen an Bord überlebte den Unfall.[10]

- Am 11. Oktober 2019 überrollte eine Fokker 50 der kenianischen Silverstone Air Services (5Y-IZO) beim Start auf dem Flughafen Nairobi-Wilson (Kenia) das Startbahnende um 300 Meter und kam in morastigem Gelände zwischen einigen Bäumen zum Stillstand. Alle 55 Insassen, 5 Besatzungsmitglieder und 50 Passagiere, überlebten den Unfall; 2 Passagiere wurden leicht verletzt. Das Flugzeug wurde irreparabel beschädigt.[11]

- Am 18. Juli 2022 befand sich eine 30,5 Jahre alte Fokker 50 der Jubba Airways (Somalia) (5Y-JXN) auf einem Inlandsflug vom Flughafen Baidoa aus. Bei der Landung auf dem Flughafen Aden Adde International Airport in Mogadishu schlug die Maschine hart auf, wobei die linke Tragfläche an der Flügelwurzel abbrach. Daraufhin überschlug sich das Flugzeug. Alle 36 Insassen überlebten den Totalschaden.[12]

## Technische Daten

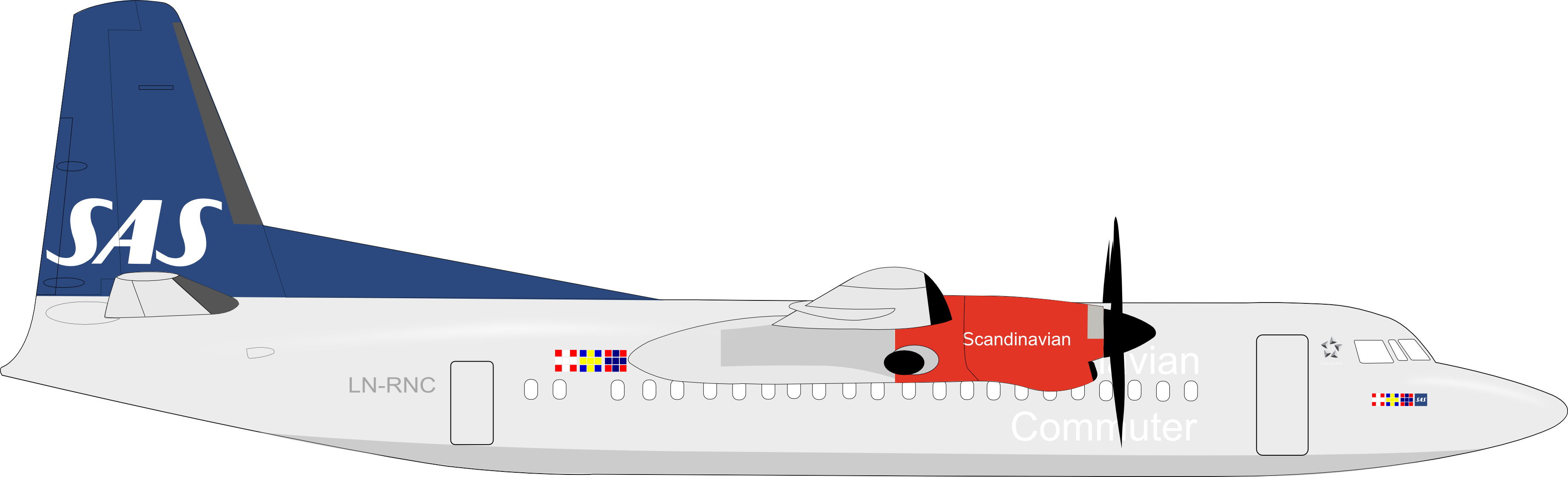
Fokker 50

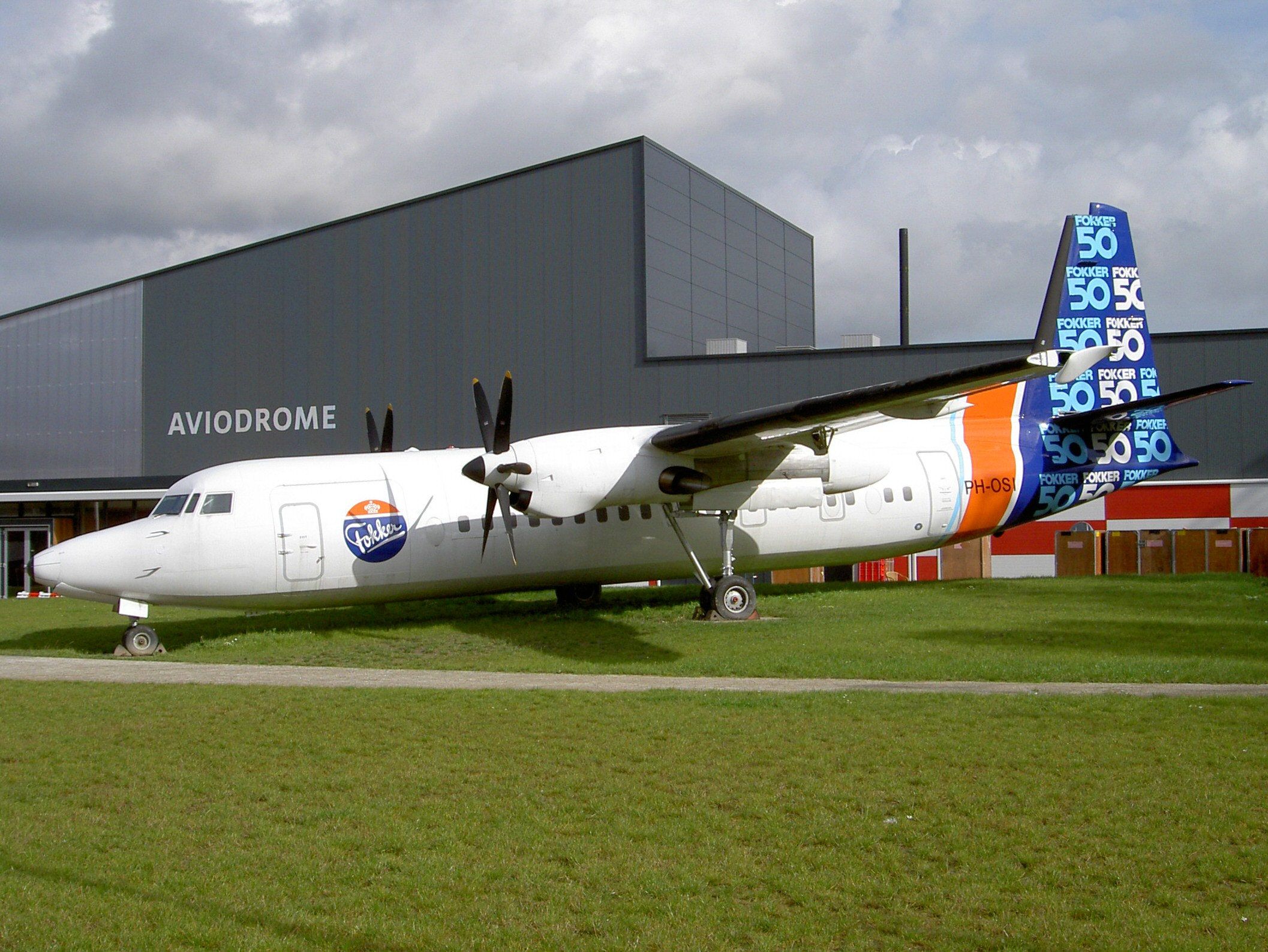
Der Prototyp PH-OSI

| Kenngröße             | Daten der Fokker 60UTA-N                                    |
| --------------------- | ----------------------------------------------------------- |
| Besatzung             | 3                                                           |
| Nutzlast              | 60 Passagiere oder 7325 kg Fracht                           |
| Länge                 | 28,87 m                                                     |
| Spannweite            | 29,0 m                                                      |
| Höhe                  | 8,32 m                                                      |
| Flügelfläche          | 70 m²                                                       |
| Flügelstreckung       | 12,0                                                        |
| Leermasse             | 13,375 t                                                    |
| max. Startmasse       | 22,95 t                                                     |
| Reisegeschwindigkeit  | 471 km/h                                                    |
| Höchstgeschwindigkeit | 532 km/h                                                    |
| Gipfelhöhe            | 7600 m                                                      |
| Reichweite            | 2400 km                                                     |
| Antrieb               | zwei Turboprop Pratt & Whitney Canada PW127B mit je 2050 kW |